# Lijst van premiers van Suriname
Hieronder staat een lijst van premiers van Suriname. In 1948 werd in Suriname algemeen kiesrecht ingevoerd en kreeg de kolonie een eigen regering, het College van Algemeen Bestuur. In 1954 werd Suriname door de ondertekening van het Statuut voor het Koninkrijk der Nederlanden een gelijkwaardig Land binnen het Koninkrijk en kreeg het een eigen regering, met minister-president. Deze functie bleef bestaan tot de grondwetswijziging van 1987 toen de functie Premier van Suriname vervangen werd door Vicepresident van Suriname.

## Premiers van Suriname (1949-1988)
| Premier | Premier                                            | Kabinet            | Partijen                                             | Verkiezingen | Ambtstermijn                        |                     |
| ------- | -------------------------------------------------- | ------------------ | ---------------------------------------------------- | ------------ | ----------------------------------- | ------------------- |
|         | Julius Caesar de Miranda (1906–1956)               |                    |                                                      |              | 1949 - 1951                         |                     |
|         | Jacques Adam Drielsma (1886–1974)                  |                    |                                                      |              | 5 april 1951 - 4 juni 1951          |                     |
|         | Johannes Ate Eildert Buiskool (1899–1960)          |                    |                                                      |              | 4 juni 1951 - 6 september 1952      |                     |
|         | Adriaan Cornelis Jasper Marius Alberga (1887–1952) |                    |                                                      |              | 6 september 1952 - 4 december 1952  |                     |
|         | Archibald Currie (1888–1986)                       |                    |                                                      |              | 4 december 1952 - 16 april 1955     |                     |
|         | Johan Henry Eliza Ferrier (1910–2010)              | Ferrier            |                                                      | 1955         | 16 april 1955 - 16 juli 1958        |                     |
|         | Severinus Desiré Emanuels (1910–1981)              | Emanuels           | NPS, PSV, VHP                                        | 1958         | 16 juli 1958 - juni 1963            |                     |
|         | Johan Adolf Pengel (1916–1970)                     | Pengel I Pengel II | NPS, PSV, VHP NPS, SDP, Actiegroep                   |              | juni 1963 - februari 1969           |                     |
|         | Arthur Johan May (1903–1979)                       | May                |                                                      |              | februari 1969 - oktober 1969        |                     |
|         | Jules Sedney (1922–2020)                           | Sedney             | PNP-blok (PNP, PSV), VHP-blok (VHP, Actiegroep, SRI) |              | oktober 1969 - 24 december 1973     |                     |
|         | Henck Alphonsus Eugène Arron (1936–2000)           | Arron I Arron II   | NPS, PNR, PSV, KTPI NPS, HPP, PSV, KTPI              |              | 24 december 1973 - 25 februari 1980 |                     |
|         | Hendrick Rudolf Chin A Sen (1934–1999)             | Chin A Sen         |                                                      | geen         | 15 maart 1980 - 4 februari 1982     |                     |
|         | Henry Roëll Neijhorst (1940)                       | Neijhorst          |                                                      | geen         | 30 maart 1982 - 9 december 1982     |                     |
|         | Liakat Ali Errol Alibux (1948)                     | Alibux             | PALU en partijlozen                                  | geen         | 28 februari 1983 - 3 februari 1984  | 11 maanden, 6 dagen |
|         | Willem Alfred Udenhout (1937–2023)                 | Udenhout           |                                                      | geen         | 3 februari 1984 - 16 juli 1986      |                     |
|         | Pretaapnarian Shawh Radhakishun (1934–2001)        | Radhakishun        |                                                      |              | 16 juli 1986 - 12 februari 1987     |                     |
|         | Jules Albert Wijdenbosch (1941–2025)               | Wijdenbosch I      |                                                      |              | 12 februari 1987 - 25 januari 1988  |                     |

Arbeid · Binnenlandse Zaken · Buitenlandse Zaken · Defensie · Economische Zaken · Financiën · Justitie en Politie · Landbouw, Veeteelt en Visserij · Natuurlijke Hulpbronnen · Onderwijs en Volksontwikkeling · Openbare Werken · Planning en Ontwikkelingssamenwerking · Regionale Ontwikkeling · Ruimtelijke Ordening, Grond- en Bosbeheer · Sociale Zaken en Volkshuisvesting · Sport- en Jeugdzaken · Transport, Communicatie en Toerisme · Volksgezondheid
premier · president · vicepresident
gouverneurs (1650-1954) · gouverneurs (1954-1975) · gevolmachtigd ministers van Suriname